# Zenkers dvärgtaggsvansekorre
Zenkers dvärgtaggsvansekorre (Idiurus zenkeri) är en däggdjursart som beskrevs av Paul Matschie 1894. Idiurus zenkeri ingår i släktet dvärgtaggsvansekorrar och familjen taggsvansekorrar. IUCN kategoriserar arten globalt som livskraftig.

## Underarter
Catalogue of Life listar två underarter:
- Idiurus zenkeri zenkeri Matschie, 1894
- Idiurus zenkeri haymani Verheyen, 1963

## Beskrivning
En mycket liten, musliknande, trubbnosad flygekorre med brungul, silkig päls och ett flygmembran med vars hjälp den kan glidflyga. Svansen är mycket lång med två rader av styva hår på undersidan. Individerna når en kroppslängd (huvud och bål) av 63 till 75 mm, en svanslängd av 83 till 104 mm och en vikt av 14 till 17,5 g. Den silkesmjuka pälsen är . Vikten är 14 till 18 g. På svansens undersida finns två rader med styva hår. Annars är svansen glest täckt av långa hår.

## Utbredning
Denna gnagare förekommer med flera från varandra skilda populationer i centrala Afrika. Arten hittas bland annat i Kamerun, Ekvatorialguinea, Centralafrikanska republiken och i östra Kongo-Kinshasa. 

## Ekologi
Habitaten utgörs av låglänta områden och tropiska regnskogar i bergen. Arten undviker nyplanteringar.
En eller två, men vanligare grupper på upp till 100 individer vilar i trädens håligheter, mera sällan under barkstycken. De är aktiva på natten. Litet är känt om deras vanor, men man tror att de kan vandra flera kilometer per natt när de letar efter föda. Födan utgörs av oljepalmens märg, enstaka insekter och troligen framsipprande sav eller nektar. De övre framtänderna är riktade utåt och därför antas att djuret dessutom levar av mat som behöver skrapas fram. Arten är en snabb och skicklig glidflygare.